# Lời thề với Hitler

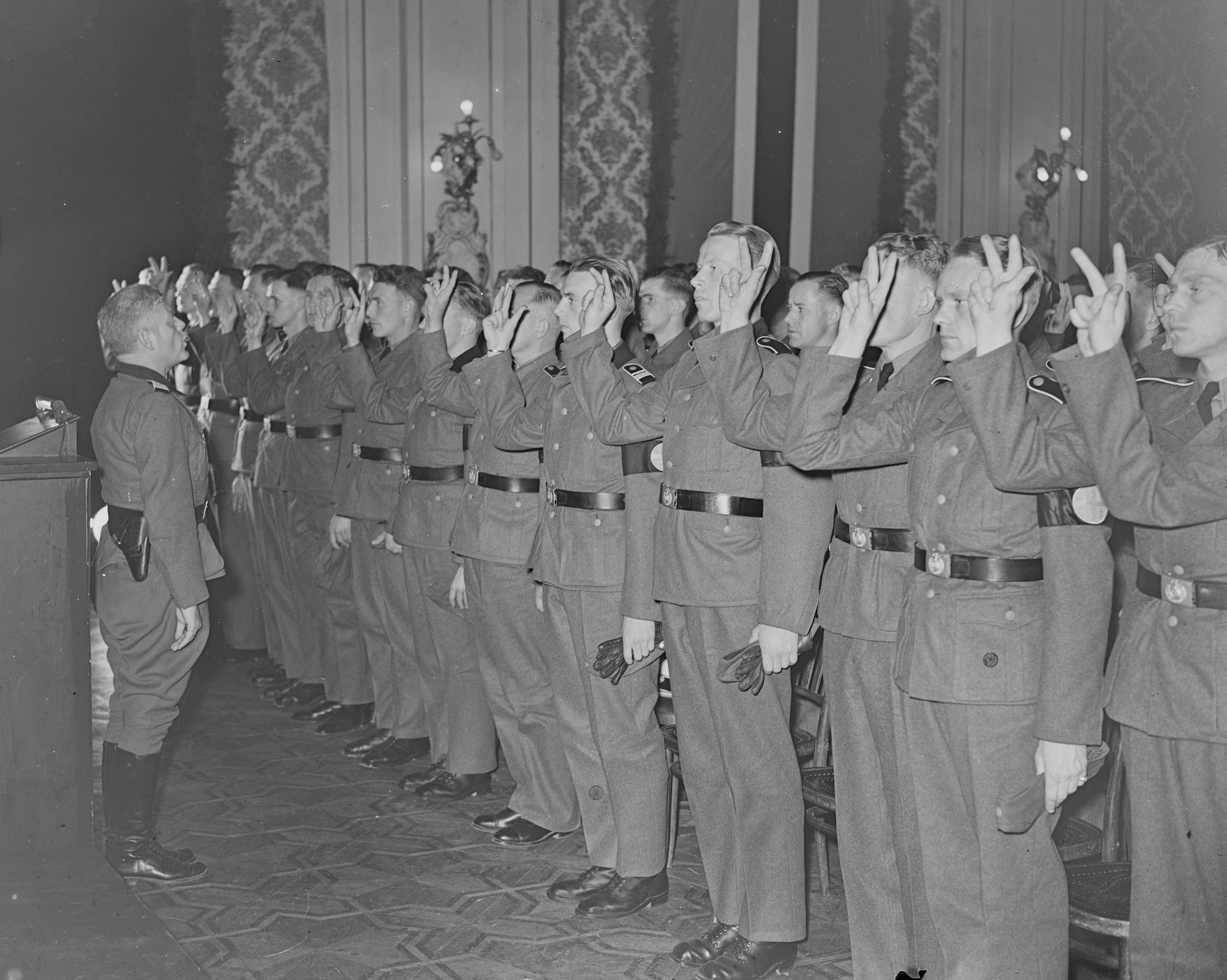
Các thành viên SS Na Uy trong một buổi lễ tuyên thệ

Lời thề với Hitler được một số tổ chức tại Đức Quốc Xã yêu cầu cán bộ phải tuyên thệ tới đích danh lãnh tụ Adolf Hitler, thay vì là tuyên thệ với nhà nước hay với một vị thủ trưởng. Lời thề này được dùng để củng cố lòng trung thành của cán bộ đối với Hitler và nhằm phòng tránh xảy ra bất đồng quan điểm trong nội bộ.

## Bối cảnh
Vào tháng 8 năm 1934, Lời thề của Hitler hay Lời thề Binh sĩ được giới thiệu cho các công chức và quân nhân thuộc lực lượng vệ quốc Wehrmacht là một trong những lời thề nổi tiếng. Một số tổ chức khác cũng tổ chức cho cán bộ tuyên thệ với mục đích tăng cường lòng trung thành đối với Hitler và ngăn chặn sự bất đồng chính kiến. Lời thề với Hitler của lực lượng Schutzstaffel (SS) ra đời trước và đóng vai trò làm nền tảng cho sự hình thành của Lời thề tới Hitler của lực lượng Wehrmacht vào năm 1934.

## Lời thề của Đội Phòng vệ Schutzstaffel (SS)
Ich schwöre Dir, Adolf Hitler, als Führer und Kanzler des Deutschen Reiches Treue und Tapferkeit. Wir geloben Dir und den von Dir bestimmten Vorgesetzten Gehorsam bis in den Tod. So wahr mir Gott helfe.

Tôi thề với Người, Adolf Hitler, vị Lãnh tụ và Thủ tướng Đế quốc Đức, rằng tôi sẽ luôn dũng cảm và trung thành. Tôi thề, cho tới ngày tôi hy sinh, sẽ luôn phục tùng Người và những vị Thủ trưởng của tôi mà Người bổ nhiệm. Xin Chúa chứng giám.

Sau ngày 30 tháng 1 năm 1941, những thành viên Đội Phòng vệ có gốc ngoại quốc chỉ tuyên thệ với Adolf Hitler dưới tư cách là Lãnh tụ, ngoài ra thành viên của Đội thuộc dân tộc Đức (Volksdeutsche) tiếp tục dùng Lời thề nguyên bản. Lãnh đạo cấp cao của Schutzstaffel (Gruppenführer) phải thề một lời thề bổ sung theo yêu cầu của Thống chế SS Heinrich Himmler đối với cán bộ rằng: "cho dù phải từ bỏ con cái của tôi hay hậu duệ của dòng họ tôi ... Tôi xin thề trước Người bằng danh dự của tổ tiên tôi. Xin Đức Chúa Trời chứng giám".

## Lời thề của lực lượng Wehrmacht và công chức

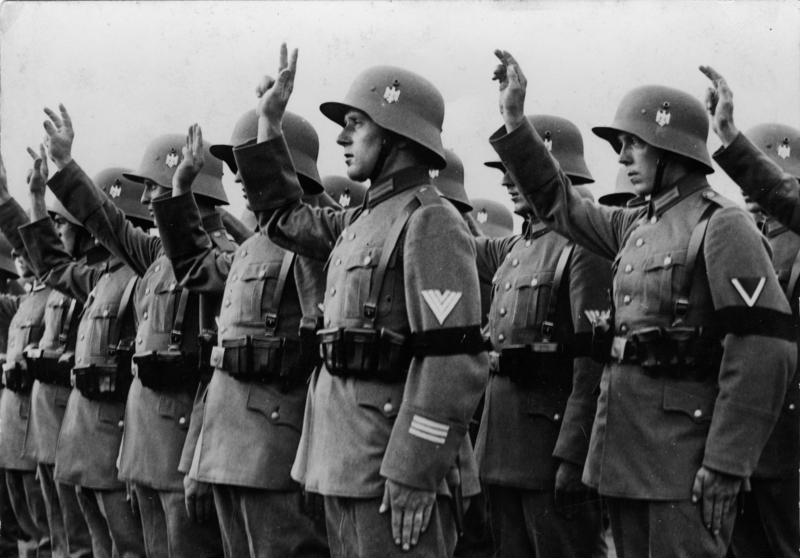
Binh sĩ trong lực lượng vệ quốc (Reichswehr) tuyên thệ tới Hitler vào năm 1934 kết hợp với cử chỉ tuyên thệ schwurhand truyền thống.

Sau khi được bầu làm Thủ tướng (Reichskanzler) và trở thành Lãnh tụ nước Đức, Adolf Hitler thay đổi câu từ của lời thề để tất cả người lính Wehrmacht sẽ thực hiện việc tuyên thệ với chính bản thân ông thay vì là với quốc gia hay vị Tổng tư lệnh.
Lời thề có tác động đúng như dự kiến, hình thành hiệu quả một chướng ngại vật về mặt tinh thần ngăn cản bất cứ cán bộ nào có biểu hiện bất tuân lệnh của Hitler hoặc có hành vi chống lại chính quyền của ông. Sau khi chiến tranh thế giới thứ hai kết thúc, các cựu sĩ quan Đức Quốc Xã đã dùng lời thề của Hitler để làm nguyên cớ để không phải chịu trách nhiệm hình sự trong các phiên tòa xét xử tù binh (xem Thi hành mệnh lệnh cấp trên).

## Lời thề của Đoàn Thanh niên Hitler
Ich schwöre Dir, Adolf Hitler, als Führer und Kanzler des Deutschen Reiches Treue und Tapferkeit. Wir geloben Dir und den von Dir bestimmten Vorgesetzten Gehorsam bis in den Tod. So wahr mir Gott helfe.
Tôi thề với Người, Adolf Hitler, vị Lãnh tụ và Thủ tướng Đế quốc Đức, rằng tôi sẽ luôn dũng cảm và trung thành. Tôi thề, cho tới ngày tôi hy sinh, sẽ luôn phục tùng Người và những vị Thủ trưởng của tôi mà Người bổ nhiệm. Xin Chúa chứng giám.

Lời thề được đọc trước lá quốc kỳ (Blutfahne) trong buổi lễ gia nhập Đoàn. Nhà sử học người Đức Hermann Graml, đồng thời là cựu đoàn viên Đoàn Thanh niên Hitler, cho rằng việc tuyên thệ là một yếu tố thể hiện bản chất "sùng bái" của tổ chức này, cốt để thu hút các thành viên mới.

## Lời thề của quân nhân tình nguyện nước ngoài

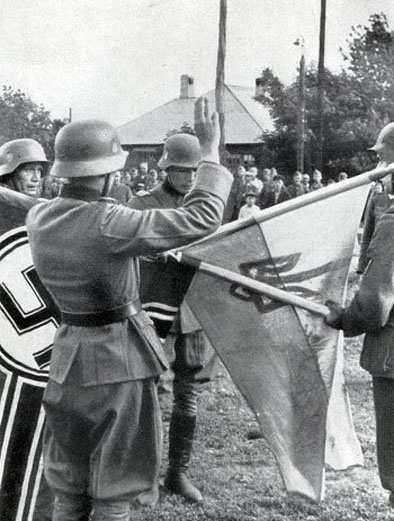
Người lính tình nguyện thuộc lực lượng Quân Giải phóng Ucraina đang tuyên thệ.

Những người lính tình nguyện và bộ đội cưỡng bức nghĩa vụ tại các nước do Đức Quốc Xã kiểm soát hoặc chiếm đóng được yêu cầu phải tuyên thệ với Hitler để thể hiện lòng tận trung và sự phục tùng đói với Lãnh tụ. Trong một số trường hợp, người quân nhân ngoại quốc được phép giữ lại một phần nội dung biểu thị dân tộc tính của mình nhằm che đậy bản chất cộng tác với Đức Quốc Xã bằng vỏ bọc người lính trung thành, yêu nước, tình nguyện tham gia cuộc chiến của Hitler và chống lại sự xâm nhập của chủ nghĩa Trotsky. Nhiều bị cáo bị kết tội cộng tác với Đức Quốc Xã đã dùng lời hứa này để bào chữa trong các phiên tòa sau chiến tranh.
Việc yêu cầu quân nhân ngoại quốc tuyên thệ trước Hitler được cho là nguyên nhân của các cuộc xung đột chính trị tại các vùng lãnh thổ bị kiểm soát được  Đức Quốc Xã bảo đảm tính tự chủ quốc gia cao độ. Đơn cử như tình trạng bất ổn nghiêm trọng diễn ra giữa những người lính tình nguyện Vlaanderen thuộc Lữ đoàn xung kích SS Langemarck (Lữ đoàn Vlaanderen) khi được yêu cầu phải tuyên thệ trung thành trước Hitler vào tháng 11 năm 1943. Hậu quả là 200 binh sĩ ngoan cố đã bị tước quân tịch hoặc chuyển hồ sơ sang các đơn vị quân nhân trừng giới.
Sau đây là một số lời thề được quân nhân một số vùng lãnh thổ bị Đức Quốc Xã chiếm đóng tuyên thệ.

#### Lời thề của binh sĩ tình nguyện Croatia (Waffen-SS)
Tôi xin thề với Lãnh tụ Adolf Hitler, thống lãnh các lực lượng vũ trang Đức Quốc, rằng tôi sẽ luôn dũng cảm và trung thành.
Tôi cam kết sẽ phục tùng Người và những vị chỉ huy do Người bổ nhiệm cho tới giờ phút tôi hy sinh.
Tôi xin thề với Đức Chúa Trời Toàn năng rằng tôi sẽ luôn tận trung với tổ quốc Croatia và Quốc trưởng Croatia (Poglavnik),
luôn bảo vệ lợi ích của nhân dân Croatia và luôn tôn trọng Hiến pháp cũng như pháp luật của nhân dân Croatia.

#### Lời thề của Lữ đoàn Latvia
Tôi xin thề một lời thề thiêng liêng trước Đức Chúa Trời rằng tôi sẽ phục tùng tuyệt đối thống lãnh các lực lượng vũ trang Đức Quốc Adolf Hitler
và với tư cách là một người lính bất khuất, tôi sẽ yên nghỉ cùng với lời thề này.

#### Lời thề của quân nhân Tiểu đoàn Bảo an Hy Lạp
Tôi xin thề lời thề thiêng liêng này trước Đức Chúa trời rằng tôi sẽ tuyệt đối phục tùng các mệnh lệnh của Adolf Hitler, Tổng tư lệnh của quân đội Đức Quốc.
Tôi sẽ thực hiện bổn phận của mình với sự tận tâm và phục tùng một cách vô điều kiện các mệnh lệnh của người chỉ huy của tôi.
Tôi hoàn toàn nhận thức được rằng mọi sự bất tuân quân lệnh mà tôi tại đây công nhận sẽ bị trừng phạt bởi các vị cán bộ quân sự cấp cao có thẩm quyền.